# Pau López
Pau López Sabata (Gerona, 13 dicembre 1994) è un calciatore spagnolo, portiere del Betis.

## Biografia
Nato a Gerona, è cresciuto a Sant Aniol de Finestres.

## Caratteristiche tecniche
È un portiere dotato di fisico possente, buoni riflessi oltre che agilità ed esplosività tra i pali. Si distingue anche per come imposta l'azione coi piedi. È istintivo nelle parate e bravo nelle uscite alte. Pecca nel dinamismo, nelle uscite basse e nel parare rigori.

## Carriera

### Club

#### Gli inizi, Espanyol
Cresciuto nelle giovanili del Saint Gregori, nel 2007 si aggrega a quelle dell'Espanyol. Nelle giovanili dei biancoblù ha come allenatore dei portieri il celebre ex estremo difensore Thomas N'Kono, che ha elogiato López per il suo atteggiamento nel corso degli allenamenti. Durante la stagione 2013-2014 debutta con la seconda squadra, militante in Segunda División B, la terza serie del calcio spagnolo.
Nell'annata 2014-2015 viene aggregato alla prima squadra e viene impiegato come portiere titolare di Copa del Rey (dove debutta il 17 dicembre contro il Deportivo Alavés), disputando tutte le partite della manifestazione sino all'eliminazione dei catalani in semifinale per mano dell'Athletic Bilbao. Nella stessa stagione esordisce anche in Liga BBVA, subentrando a partita in corso durante la trasferta sul campo del Siviglia. Nella stagione 2015-2016, in seguito alla cessione di Kiko Casilla al Real Madrid, diventa il portiere titolare anche in campionato.

#### Prestito al Tottenham, ritorno all'Espanyol e Real Betis
Il 31 agosto 2016 si trasferisce in prestito agli inglesi del Tottenham, con cui in un anno non gioca nessuna partita e a fine anno torna all'Espanyol. Anche nella stagione 2017-2018 è il portiere titolare del club biancoblu; gioca in totale sia in Primera División che nella coppa del Re 30 partite con 33 reti subite. Il 16 maggio 2018 la squadra catalana comunica lo svincolo al termine della stagione a causa del mancato rinnovo del contratto in scadenza.
Il 4 luglio 2018 si trasferisce a parametro zero al Betis con cui firma un contratto quinquiennale. Anche qui gioca titolare, infatti disputa in tutto sia in campionato che nelle altre competizioni 35 presenze, 33 in Primera División e 2 in Europa League.

#### Roma
Dopo un solo anno al club andaluso, il 10 luglio 2019 viene ufficializzato il suo trasferimento a titolo definitivo alla Roma, per il quale club sigla un accordo di cinque anni. Il suo acquisto avviene al prezzo di 23,5 milioni di euro, cifra che lo rende il portiere più costoso mai acquistato nella storia del club capitolino, superando il record di Ivan Pelizzoli risalente al 2001. Debutta con i giallorossi il seguente 25 agosto, alla prima gara di campionato contro il Genoa, match pareggiato in casa per 3-3. Il 19 settembre seguente, disputa la prima gara di Europa League in giallorosso, contro l'İstanbul Başakşehir. Dopo una buona prima parte di stagione, nella seconda il suo rendimento va in calando, tanto che l'anno successivo viene scavalcato da Antonio Mirante nelle gerarchie. Fa il suo debutto stagionale il 22 ottobre 2020 in Europa League nel successo per 1-2 contro lo Young Boys, diventando titolare in EL e riserva in campionato. Ad inizio anno nuovo, tuttavia, riconquista anche il posto da titolare in campionato. L'8 aprile 2021, in occasione del match di andata dei quarti di finale di Europa League contro l'Ajax, para un rigore a Tadić (la partita terminerà poi 1-2 per la Roma).

#### Olympique Marsiglia
Il 17 luglio 2021, lo spagnolo viene ceduto in prestito oneroso ai francesi dell'Olympique Marsiglia a fronte di un corrispettivo fisso pari a 720 mila euro più bonus, con obbligo di riscatto per 12 milioni di euro vincolato al verificarsi di determinate condizioni sportive. Fa la sua prima apparizione con i transalpini l'11 settembre 2021, debuttando in Ligue 1 in occasione della gara esterna contro il Monaco (0-2). Cinque giorni più tardi è la volta del debutto con il nuovo club in UEFA Europa League, contro il Lokomotiv Mosca (1-1). Il 6 gennaio 2022 raggiunge le 20 presenze stagionali con il Marsiglia, facendo così scattare l'obbligo di riscatto del suo cartellino dalla Roma. Dopo 127 presenze, lascia il club francese.

#### Girona e Toluca
Il 16 agosto 2024 viene ufficializzato il suo passaggio in prestito al Girona, andando a giocare per la prima volta nel club della propria città natale. Sebbene nel mercato invernale avesse trovato un accordo per trasferirsi al Lens e l'acquisto fu già ufficializzato (con tanto di foto ufficiali) il club spagnolo annuncia la sua intenzione di continuare a  trattenere il giocatore in rosa facendo saltare l'acquisto.
Il 27 gennaio 2025 López passa in prestito con diritto di riscatto al Toluca, squadra della Liga MX, per sostituire il brasiliano Tiago Volpi, che ha chiesto di risolvere il contratto per motivi personali.  Dopo essere stato riscattato a titolo definitivo, il 19 luglio 2025 risolve il contatto con la società messicana.

#### Ritorno al Betis
Pochi giorni dopo essersi svincolato dalla società messicana, viene annunciato il suo ritorno al Betis, con cui sottoscrive un accordo fino al 30 giugno 2028. 

### Nazionale
Tra il 2015 e il 2017 ha disputato 5 partite con la nazionale Under-21 della Spagna, con cui ha anche disputato gli Europei di categoria nel 2017 in Polonia, in cui la selezione iberica è arrivata seconda perdendo la finale contro la Germania; nel torneo è stato il vice di Kepa Arrizabalaga.
Il 17 maggio 2016 ha ricevuto la sua prima convocazione in nazionale maggiore per un'amichevole contro la Bosnia-Erzegovina, senza però venire impiegato. Non viene più convocato per 2 anni, tornando nell'elenco dei convocati il 31 agosto 2018 in vista delle sfide di Nations League contro Inghilterra e Croazia. Debutta due mesi più tardi in amichevole contro la Bosnia-Erzegovina, vinta 1-0, rimpiazzando al minuto 75' Kepa Arrizabalaga.

## Statistiche

### Presenze e reti nei club
Statistiche aggiornate al 20 luglio 2025.
| Stagione                   | Squadra                    | Campionato                 | Campionato | Campionato | Coppe nazionali | Coppe nazionali | Coppe nazionali | Coppe europee | Coppe europee | Coppe europee | Altre coppe | Altre coppe | Altre coppe | Totale | Totale |
| Stagione                   | Squadra                    | Comp                       | Pres       | Reti       | Comp            | Pres            | Reti            | Comp          | Pres          | Reti          | Comp        | Pres        | Reti        | Pres   | Reti   |
| -------------------------- | -------------------------- | -------------------------- | ---------- | ---------- | --------------- | --------------- | --------------- | ------------- | ------------- | ------------- | ----------- | ----------- | ----------- | ------ | ------ |
| 2013-2014                  | Espanyol B                 | SDB                        | 35         | -40        | -               | -               | -               | -             | -             | -             | -           | -           | -           | 35     | -40    |
| 2014-2015                  | Espanyol                   | PD                         | 2          | -3         | CR              | 8               | -7              | -             | -             | -             | -           | -           | -           | 10     | -10    |
| 2015-2016                  | Espanyol                   | PD                         | 36         | -62        | CR              | 2               | -5              | -             | -             | -             | -           | -           | -           | 38     | -67    |
| 2016-2017                  | Tottenham                  | PL                         | 0          | 0          | FACup+CdL       | 0+0             | 0               | UCL+UEL       | 0+0           | 0             | -           | -           | -           | 0      | 0      |
| 2017-2018                  | Espanyol                   | PD                         | 29         | -31        | CR              | 1               | -2              | -             | -             | -             | -           | -           | -           | 30     | -33    |
| Totale Espanyol            | Totale Espanyol            | Totale Espanyol            | 67         | -96        |                 | 11              | -14             |               | -             | -             |             | -           | -           | 78     | -110   |
| 2018-2019                  | Real Betis                 | PD                         | 33         | -47        | CR              | 0               | 0               | UEL           | 2             | -2            | -           | -           | -           | 35     | -49    |
| 2019-2020                  | Roma                       | A                          | 32         | -45        | CI              | 2               | -3              | UEL           | 8             | -6            | -           | -           | -           | 42     | -54    |
| 2020-2021                  | Roma                       | A                          | 21         | -29        | CI              | 1               | -2              | UEL           | 12            | -7            | -           | -           | -           | 34     | -38    |
| Totale Roma                | Totale Roma                | Totale Roma                | 53         | -74        |                 | 3               | -5              |               | 20            | -13           |             |             |             | 76     | -92    |
| 2021-2022                  | Olympique Marsiglia        | L1                         | 29         | -31        | CF              | 2               | -5              | UEL+UECL      | 5+0           | -7            |             |             |             | 36     | -43    |
| 2022-2023                  | Olympique Marsiglia        | L1                         | 33         | -34        | CF              | 3               | -3              | UCL           | 6             | -8            |             |             |             | 42     | -45    |
| 2023-2024                  | Olympique Marsiglia        | L1                         | 33         | -39        | CF              | 1               | -1              | UCL+UEL       | 2+13          | -2+-21        |             |             |             | 49     | -63    |
| Totale Olympique Marsiglia | Totale Olympique Marsiglia | Totale Olympique Marsiglia | 95         | -104       |                 | 6               | -9              |               | 26            | -38           |             | -           | -           | 127    | -151   |
| 2024-feb. 2025             | Girona                     | PD                         | 1          | -2         | CR              | 1               | 0               | UCL           | 1             | -2            |             |             |             | 3      | -4     |
| feb.-giu. 2025             | Toluca                     | PD                         | 11         | -16        | -               | -               | -               | -             | -             | -             | LC          | -           | -           | 11     | -16    |
| 2025-2026                  | Real Betis                 | PD                         | -          | -          | CR              | -               | -               | UEL           | -             | -             | -           | -           | -           | -      | -      |
| Totale Betis               | Totale Betis               | Totale Betis               | 33         | -47        |                 | 0               | 0               |               | 2             | -2            |             | -           | -           | 35     | -49    |
| Totale carriera            | Totale carriera            | Totale carriera            | 295        | -379       |                 | 21              | -28             |               | 49            | -55           |             | -           | -           | 365    | -465   |

### Cronologia presenze e reti in nazionale
| Cronologia completa delle presenze e delle reti in nazionale ― Spagna | Cronologia completa delle presenze e delle reti in nazionale ― Spagna | Cronologia completa delle presenze e delle reti in nazionale ― Spagna | Cronologia completa delle presenze e delle reti in nazionale ― Spagna | Cronologia completa delle presenze e delle reti in nazionale ― Spagna | Cronologia completa delle presenze e delle reti in nazionale ― Spagna | Cronologia completa delle presenze e delle reti in nazionale ― Spagna | Cronologia completa delle presenze e delle reti in nazionale ― Spagna |
| Data                                                                  | Città                                                                 | In casa                                                               | Risultato                                                             | Ospiti                                                                | Competizione                                                          | Reti                                                                  | Note                                                                  |
| --------------------------------------------------------------------- | --------------------------------------------------------------------- | --------------------------------------------------------------------- | --------------------------------------------------------------------- | --------------------------------------------------------------------- | --------------------------------------------------------------------- | --------------------------------------------------------------------- | --------------------------------------------------------------------- |
| 18-11-2018                                                            | Las Palmas                                                            | Spagna                                                                | 1 – 0                                                                 | Bosnia ed Erzegovina                                                  | Amichevole                                                            | -                                                                     | 75’                                                                   |
| 15-11-2019                                                            | Cadice                                                                | Spagna                                                                | 7 – 0                                                                 | Malta                                                                 | Qual. Euro 2020                                                       | -                                                                     |                                                                       |
| Totale                                                                |                                                                       | Presenze                                                              | 2                                                                     |                                                                       | Reti                                                                  | 0                                                                     |                                                                       |

## Palmarès

### Club
- Campionato messicano: 1

Toluca: 2024-2025 (Clausura)

### Individuale
- Squadra della stagione della UEFA Europa League: 1

2020-2021